# Granadillar
Die Staumauer Granadillar wurde 1930 bei dem Ort El Toscon auf der spanischen Insel Gran Canaria in einer engen Schlucht (Barranco del Toscon) gebaut.
Das Bauwerk war eine 22 m hohe und 170 m lange Gewichtsstaumauer aus Mauerwerk. Der Stausee fasste 110.300 m³ Wasser.

## Katastrophe
Am 21. Februar 1934 brach die Staumauer plötzlich bei der ersten Füllung des Stausees. Eine Brücke wurde zerstört, in dem Ort Teror wurden Häuser und Bananenfelder verwüstet. Durch die Flutwelle starben acht Menschen. Das Unglück wurde unter dem Namen „Unglück von El Toscón“ bekannt.
Als Gründe für das Versagen wird in der Fachliteratur ein unzulänglicher Mauerquerschnitt genannt. (Failure of dam due to inadequate cross section.)
Das Bauwerk wurde aufgegeben. Heute sind die Ruinen noch zu sehen. Hinter den Überresten der Staumauer hat sich ein kleiner See gebildet.